# 1111 (numero)
Millecentoundici (1111) è il numero naturale dopo il 1110 e prima del 1112.

## Proprietà matematiche
- È un numero dispari.
- È un numero composto da 4 divisori: 1, 11, 101, 1111. Poiché la somma dei suoi divisori (escluso il numero stesso) è 123 < 1107, è un numero difettivo.
- È un numero semiprimo.
- È un numero 22-gonale.
- È un numero palindromo nel sistema numerico decimale, nei sistemi di numerazione posizionale a base 12 (787), a base 13 (676) e a base 14 (595).
- È un numero a cifra ripetuta nel sistema numerico decimale
- È un numero ondulante nei sistemi di numerazione posizionale a base 12, a base 13 e a base 14.
- È parte delle terne pitagoriche (220, 1089, 1111), (1111, 6060, 6161), (1111, 5040, 5161), (1111, 56100, 56111), (1111, 617160, 617161).